# Nana Glen
Nana Glen är en ort i Australien. Den ligger i kommunen Coffs Harbour och delstaten New South Wales, i den sydöstra delen av landet, omkring 450 kilometer norr om delstatshuvudstaden Sydney.
Runt Nana Glen är det ganska tätbefolkat, med 67 invånare per kvadratkilometer.. Närmaste större samhälle är Woolgoolga, omkring 18 kilometer öster om Nana Glen. 
I omgivningarna runt Nana Glen växer i huvudsak städsegrön lövskog. Genomsnittlig årsnederbörd är 1 716 millimeter. Den regnigaste månaden är januari, med i genomsnitt 287 mm nederbörd, och den torraste är oktober, med 24 mm nederbörd.